# Lista trałowców pomocniczych Royal New Zealand Navy
Lista trałowców pomocniczych Royal New Zealand Navy – lista zawiera jednostki zarekwirowane w okresie II wojny światowej przez nowozelandzki rząd lub Royal New Zealand Navy i używane jako trałowce i stawiacze boi.  Okręty operowały głównie na wodach w pobliżu Nowej Zelandii, Fidżi i w pobliżu Wysp Salomona. W końcowym okresie wojny większość okrętów początkowo używanych jako trałowce pomocnicze, używane były także do innych ról.

## Lista okrętów

### Trałowce
| Nazwa             | Pojemność brutto (t) | Rok wodowania | Rodzaj statku | Uwagi                                              |
| ----------------- | -------------------- | ------------- | ------------- | -------------------------------------------------- |
| MV Alexander      | 377                  | 1903          | kabotażowiec  | Wyczarterowany przez RNZN ale nie wszedł do służby |
| HMNZS „Breeze”    | 633                  | 1933          | kabotażowiec  | Zwrócony w 1946                                    |
| HMNZS „Duchess”   | 314                  | 1897          | kabotażowiec  | Złomowany w 1947                                   |
| HMNZS „Futurist”  | 234                  | 1920          | trawler       | Zwrócony w 1945                                    |
| HMNZS „Gale”      | 622                  | 1935          | kabotażowiec  | Zwrócony w 1945                                    |
| HMNZS „Hawera”    | 188                  | 1912          | kabotażowiec  | Zwrócony w 1946                                    |
| HMNZS „Kapuni”    | 190                  | 1909          | kabotażowiec  | Zwrócony w 1946                                    |
| HMNZS „Matai”     | 1050                 | 1930          | kabotażowiec  | Używany także jako transportowiec, zwrócony w 1946 |
| HMNZS „Muritai”   | 462                  | 1923          | kabotażowiec  | Używany także jako stawiacz min, zwrócony w 1946   |
| HMNZS „Puriri”    | 927                  | 1938          | kabotażowiec  | Zatonął na minie w 1941                            |
| HMNZS „Rata”      | 974                  | 1929          | kabotażowiec  | Wycofany ze służby w 1944                          |
| HMNZS „Simplon”   | 69                   | 1929          | kabotażowiec  | Zwrócony w 1946                                    |
| HMNZS „South Sea” | 322                  | 1912          | trawler       | Zatonął po kolizji z HMNZS „Wahine” w 1942         |
| HMNZS „Wairua”    | 352                  | 1913          | kabotażowiec  | Zwrócony w 1945                                    |

### Stawiacze boi
| Nazwa              | Pojemność brutto (t) | Rok wodowania | Rodzaj statku       | Uwagi                     |
| ------------------ | -------------------- | ------------- | ------------------- | ------------------------- |
| HMNZS „Coastguard” | 49                   | 1936          | trawler             | Zwrócony w 1961           |
| HMNZS „Kaiwaka”    | 169                  | 1937          | lichtuga            | Zwrócony w 1946           |
| HMNZS „Nora Niven” | 166                  | 1907          | kabotażowiec        | Wycofany ze służby w 1944 |
| HMNZS „Phyllis”    | 148                  | 1912          | kuter wielorybniczy | Wycofany ze służby w 1944 |